# (11152) Oomine
(11152) Oomine (1997 YH5) – planetoida z grupy przecinających orbitę Marsa okrążająca Słońce w ciągu 3,24 lat w średniej odległości 2,19 j.a. Odkryta 25 grudnia 1997 roku.